# Windows Live OneCare
Windows Live OneCare (vorher bekannt unter dem Namen Windows OneCare Live) war eine von Microsoft hergestellte Systemsoftware zur Absicherung und Optimierung des Betriebssystems Microsoft Windows. Die Software war kostenpflichtig, die Lizenz hierfür musste jährlich erneuert werden.

## Abkündigung
Am 18. November 2008 gab Microsoft bekannt, dass Windows Live OneCare durch eine kostenlose, für Endanwender entwickelte Sicherheitslösung abgelöst werden soll, die unter dem Codenamen „Morro“ entwickelt wurde. Mittlerweile wurde der Name des Nachfolgers offiziell bekannt und lautet Microsoft Security Essentials. Nach Angaben von Microsoft soll dieser einen gewissen Basisschutz für Windows-Rechner bieten und wurde am 29. September 2009 kostenlos zur Verfügung gestellt.

## Geschichte
Windows OneCare 1.0 erreichte die Betaphase im Sommer 2005. Im Mai 2006 war Verkaufsstart mit beigefügtem Windows Defender gegen Spyware im Juni 2006 angekündigt. Die Betaversion von Windows Live OneCare 1.5 wurde im Oktober 2006 von Microsoft veröffentlicht. Im Sommer 2007 beruhte Windows Live OneCare hauptsächlich auf 4 Jahre zuvor von GeCAD übernommener Technik zum Schutz vor Viren und Trojanern sowie auf Spywareschutz der im Dezember 2004 übernommenen Giant Company Software. Die Version 1.5 wurde am 16. November 2007 finalisiert.
Im März 2008 verkündete Microsoft die Übernahme von Komoku zur Ergänzung der Sicherheitstechnologien in Windows Live OneCare und Forefront.
Windows Live OneCare 2.5 Final wurde am 3. Juli 2008 veröffentlicht, auch eine Serverausgabe folgte am selben Tag.
Nach Ankündigung des Nachfolgeprodukts Microsoft Security Essentials zum zweiten Halbjahr 2009 endete der Verkauf von Windows Live OneCare im Einzelhandel am 30. Juni 2009, der Onlineverkauf im Oktober 2009, und der Produktsupport am 11. April 2011.

## Funktionen
Windows Live OneCare enthält zurzeit eine integrierte Antivirenlösung, eine Firewall, eine Sicherungslösung (Backup) und eine Tuninglösung. Es sollte auch ein Registry-Cleaner hinzugefügt werden, doch der Nutzen war so gering, dass man sich gegen die Funktion entschloss.
Die Version 2 bietet Funktionen zum Verwalten mehrerer Computer und Netzwerke, Freigabe von Druckern, Optimierung des Systemstarts, ein verbessertes Backup und das Sichern von Fotos über das Internet.
Das Ziel von Windows Live OneCare lag darin, eine einfache Sicherheitslösung für Endanwender zu konzipieren und hat eine sehr minimalistische Oberfläche, um die Anwender nicht zu verwirren.

## Kompatibilität
Version 1.5 von OneCare ist nur kompatibel zu 32-Bit-Versionen von Windows XP und Vista. Erst in Version 2.5 wurde für Windows Server 2008 eine 64-Bit-Version herausgegeben. Keine Version von OneCare startet im abgesicherten Modus.